# Beobachtungen über das Gefühl des Schönen und Erhabenen
Beobachtungen über das Gefühl des Schönen und Erhabenen (tạm dịch: Những quan sát về Cảm giác của Cái đẹp và sự Siêu phàm), là một cuốn sách năm 1764 bởi Immanuel Kant.
Bản dịch hoàn chỉnh sang tiếng Anh đầu tiên được xuất bản năm 1799. Bản thứ hai, của John T. Goldthwait, được xuất bản năm 1960 bởi Nhà xuất bản Đại học California.
Trong cuốn sách cũng có một phần cảm hứng trong nỗ lực tìm hiểu tầm cỡ của trận động đất và sóng thần Lisboa.